# ベルモット

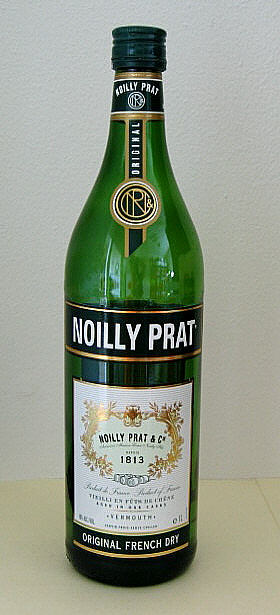
ノイリー・プラットのドライ・ベルモット

ベルモット（Vermouth）とは、白ワインを主体とし、ニガヨモギなどの香草やスパイスを配合して作られるフレーバードワインである。日本においては酒税法上､｢果実酒」ではなく「甘味果実酒」として取り扱われる。主に食前酒として飲まれるほか、カクテルの材料や料理に使われる。イタリア発祥のスイート・ベルモット、フランス発祥のドライ・ベルモット、南アフリカ発祥のカペリティフがある。英語での発音は「ヴァームース」に近い。
スイート・ベルモット
甘口（sweet）のベルモットである。イタリアのピエモンテ地方等で主に作られていたため イタリアン・ベルモット（Italian Vermouth）とも呼ばれる。ドライ・ベルモットと比べるとハーブの風味が強く、多くはカラメルで着色してあるために淡褐色を示す。チンザノ（Cinzano）社やマルティーニ（Martini）社製のものが有名である。カクテル「マンハッタン」や「ネグローニ」などに使用される。
ドライ・ベルモット
辛口（dry）のベルモットである。主にフランスで製造されたためフレンチ・ベルモット（French Vermouth）とも呼ばれる。ノイリー・プラット（Noilly Prat）社製が有名である。カクテル「マティーニ」や「ギブソン」などに使用される。
カペリティフ
南アフリカ産の白ワインと薬草を使用したベルモット。南アフリカでは19世紀後半からベルモットが好んで飲まれていたが、イタリア・フランスから地理的に遠く離れていた同国では、同国産の薬草を使ったベルモットが製造されていた。カペリティフは1906年にケープタウンにて発売され、1930年発行のサヴォイ・カクテルブックにもカペリティフを用いたカクテルが記載されていたが、製造元の財産抗争などの混乱で1960年代頃に終売となり、その後は長らくレシピと記録だけが残る「幻の酒」とされていた。2014年に当時のレシピを復刻した商品が発売されたことで、復活を遂げた。